# Мусаева, Жумагуль
Жумагуль Мусаева (кирг. Жумагүл Мусаева, 1922, Ак-Кудук, Туркестанская АССР, РСФСР — не позже 2007) — кандидат географических наук, первый директор Киргизского женского педагогического института.

## Биография
Родилась в 1922 году в селе Ак-Кудук в Туркестанской АССР (ныне — в Нарынской области Кыргызстана) в бедной семье. Рано осиротев, в 12 лет уехала в интернат города Фрунзе.
Окончив школу, поступила на рабфак, а затем в Киргизский учительский институт. В 1938 году на 1-м курсе пришла во Фрунзенский аэроклуб. Там изучила парашют, освоила навыки прыжков с парашютной вышки, а затем и из самолёта. Всего совершила 312 прыжков с парашютом. В сентябре 1940 года впервые самостоятельно поднялась в воздух на самолёте. После четвёртого самостоятельного полёта ей была присвоена квалификация лётчика. На самолёте «У-2» совершила 147 вылетов. Когда началась Великая Отечественная война, подала заявление о направлении добровольцем на фронт, но получила отказ.
В 1942 году вступила в ВКП(б). Окончив с отличием институт (1944), осталась в нём ассистентом кафедры географии, а вскоре поступила в аспирантуру Института географии Академии наук СССР.
С 1951 по 1954 год директор Киргизского женского педагогического института, затем переведена на работу в аппарат ЦК Компартии Киргизии. Решением учёного совета Института географии АН СССР от 21 марта 1955 года ей присуждена учёная степень кандидата географических наук.
С 1959 года и до конца своей жизни работала старшим научным сотрудником Академии наук Киргизской ССР. Составила сборник киргизских народных басен, опубликованный в 1985 году Институтом языка и литературы Академии наук Киргизской ССР.
Избиралась членом ЦК Компартии Киргизии, депутатом Верховного Совета Киргизской ССР.

### Семья
Муж — Усенбеков, Калийнур Усенбекович — Герой Советского Союза. Трое детей, в том числе дочь Гюльнура.
Во время Великой Отечественной войны Калийнур сочинил стихи и послал их в редакцию республиканской газеты «Кызыл-Кыргызстан», указав свой номер полевой почты. Через какое-то время он получил письмо из Киргизии от девушки: писала ему Жумагуль Мусаева. «Почтовый роман» Жумагуль и Калийнура длился несколько лет и только летом 1947 года им удалось встретиться во Фрунзе. Вскоре они поженились и уехали в Москву учиться.

## Награды
- орден Трудового Красного Знамени
- медали СССР
- Почётная грамота Верховного Совета республики.